# آب‌انبار حاجی نظام
آب‌انبار حاجی نظام؛ نام آب‌انباری تاریخی مربوط به دوره قاجار است و در خیابان شهید ترابی، شهر کاشمر قرار گرفته است. این سازهٔ آبی از دیدگاه ساختار معماری شامل سردر ورودی، پلکان، پاشیر و مخزن می‌باشد و ورودی بنا با طاق جناغی و سردر نمایان شده است و بر بلندای مخزن، طاق کلنبو اجرا شده که مصالح آن آجر، ماسه و گچ بوده است.

## نگارخانه

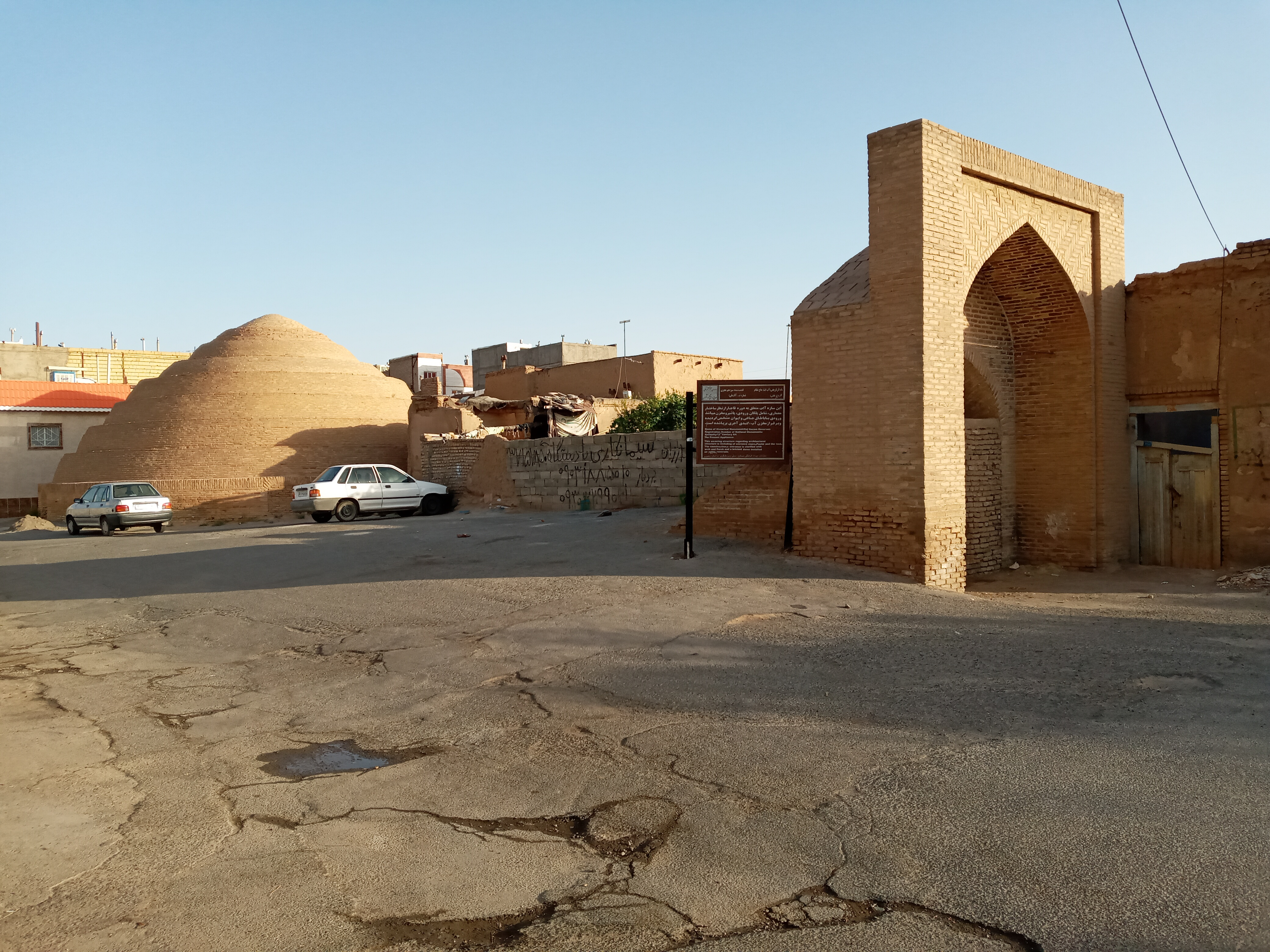
نمایی از آب‌انبار
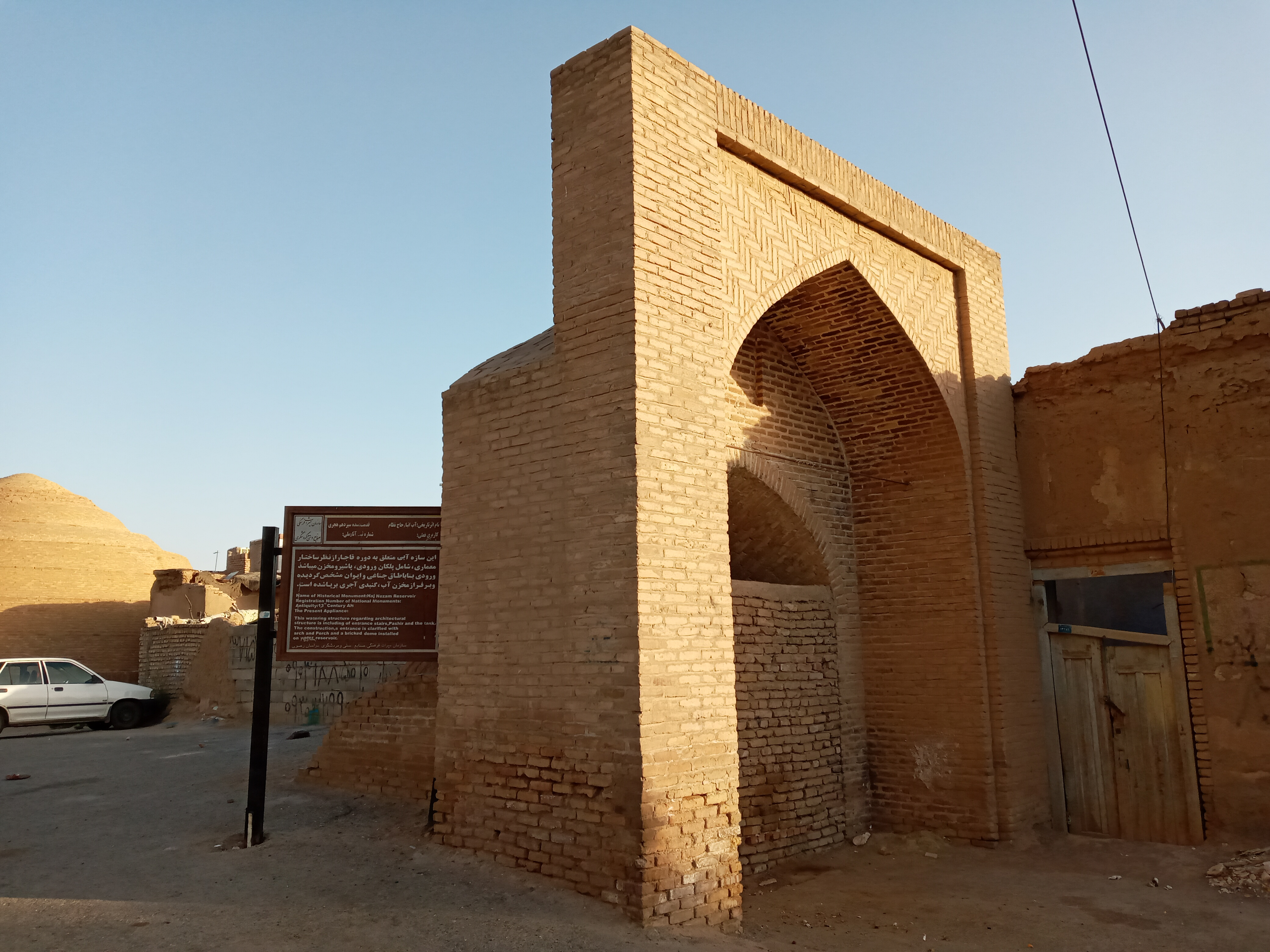
نمایی از آب‌انبار
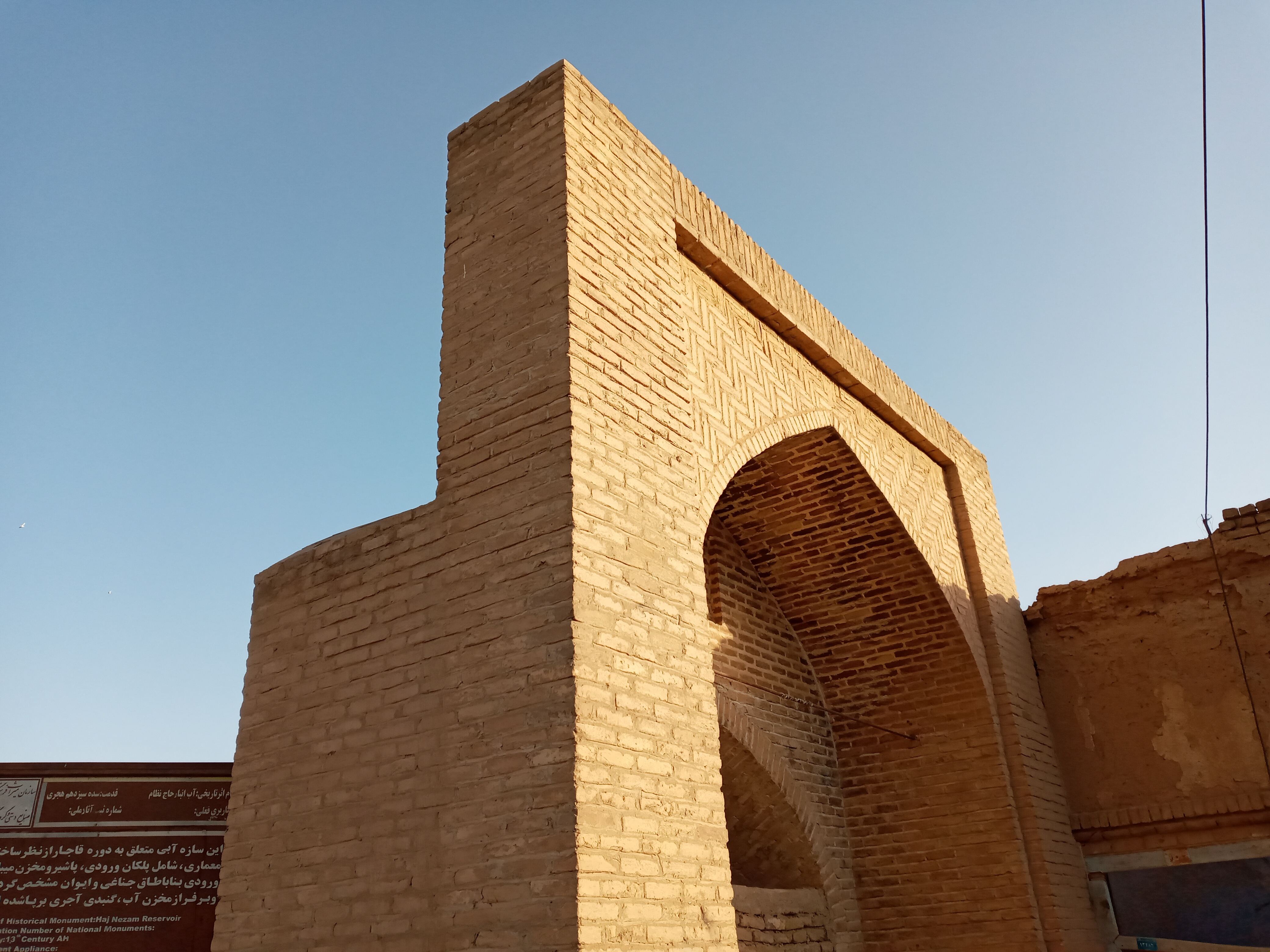
نمایی از آب‌انبار
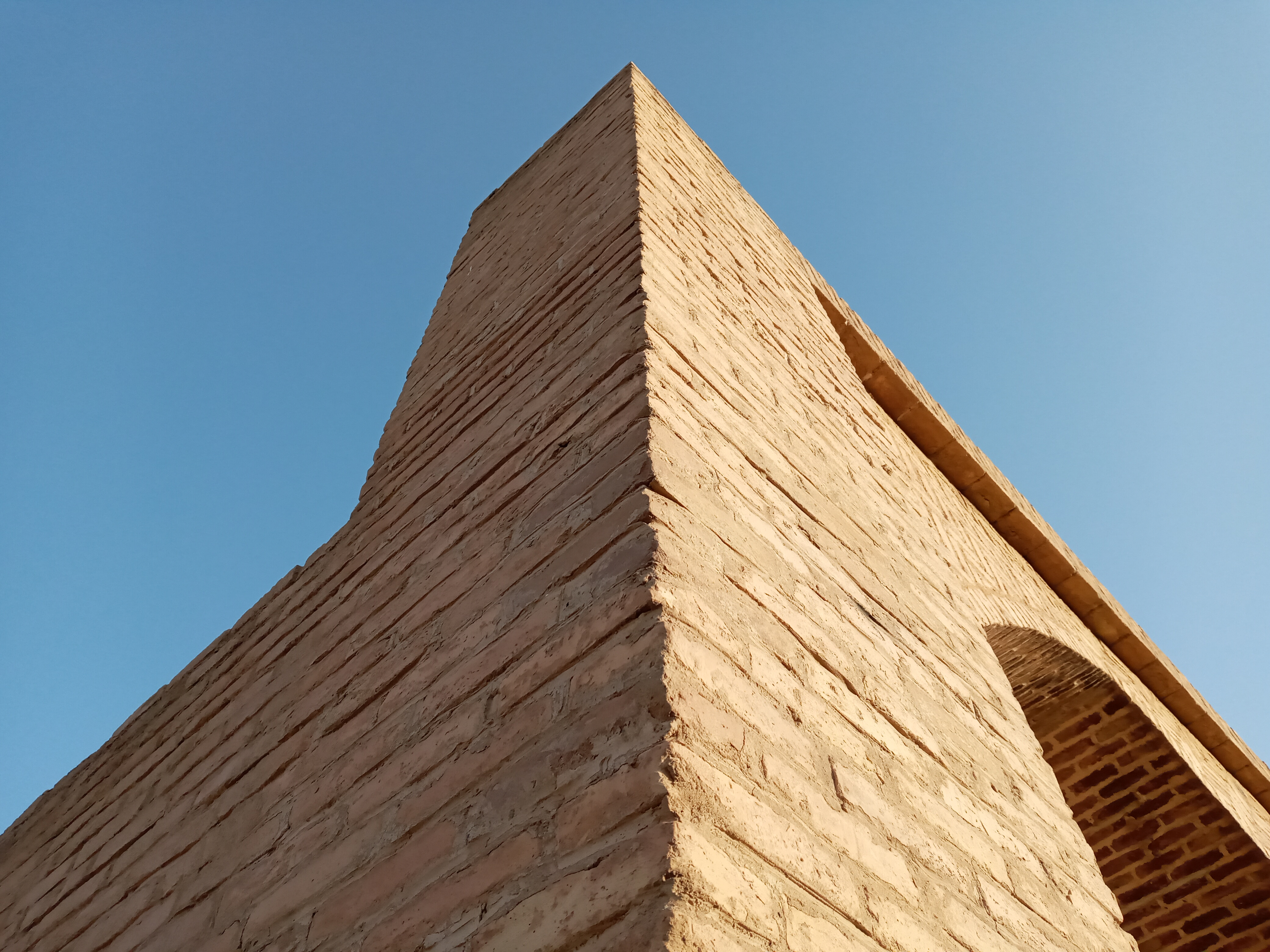
نمایی از آب‌انبار
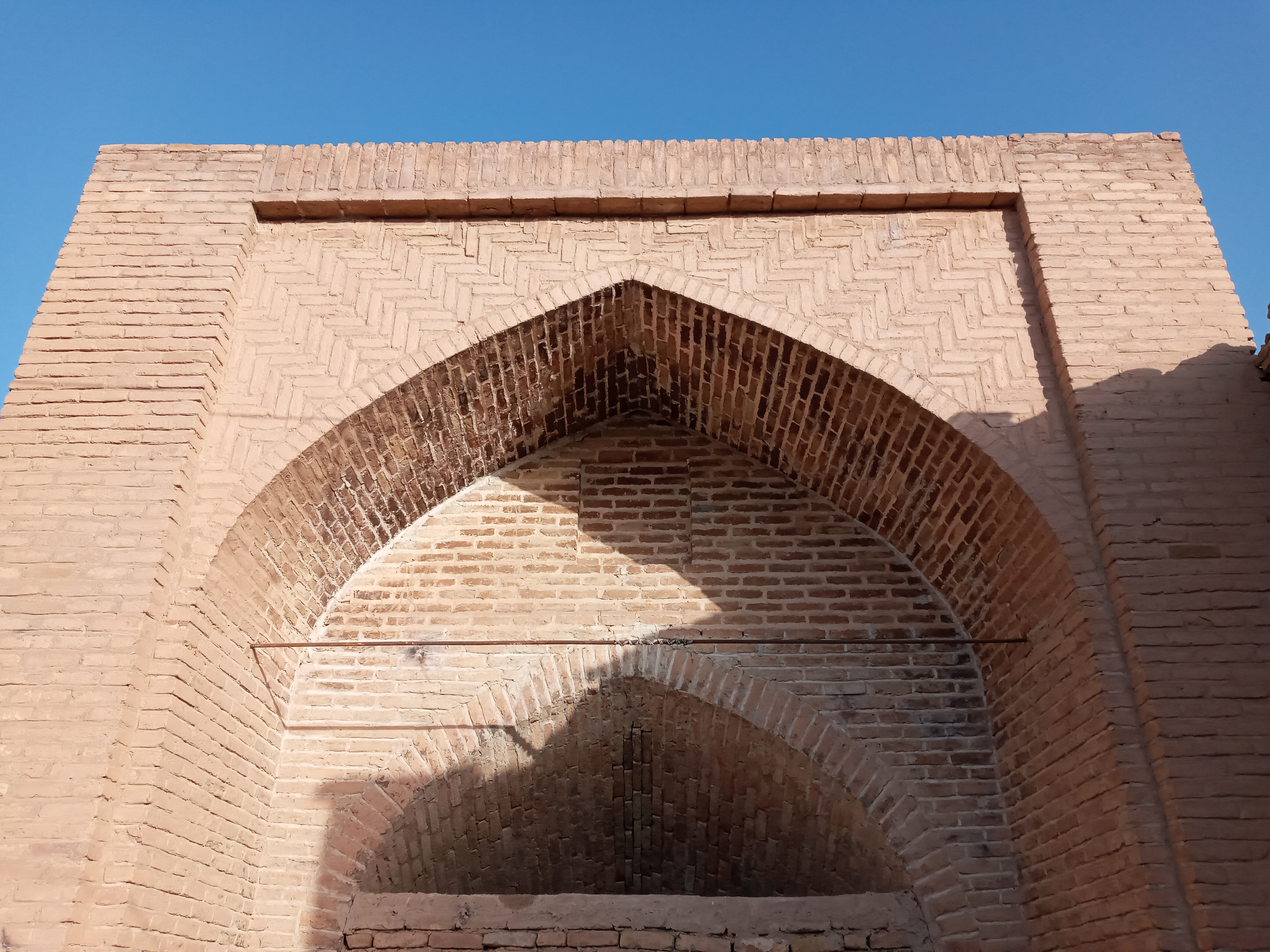
نمایی از آب‌انبار
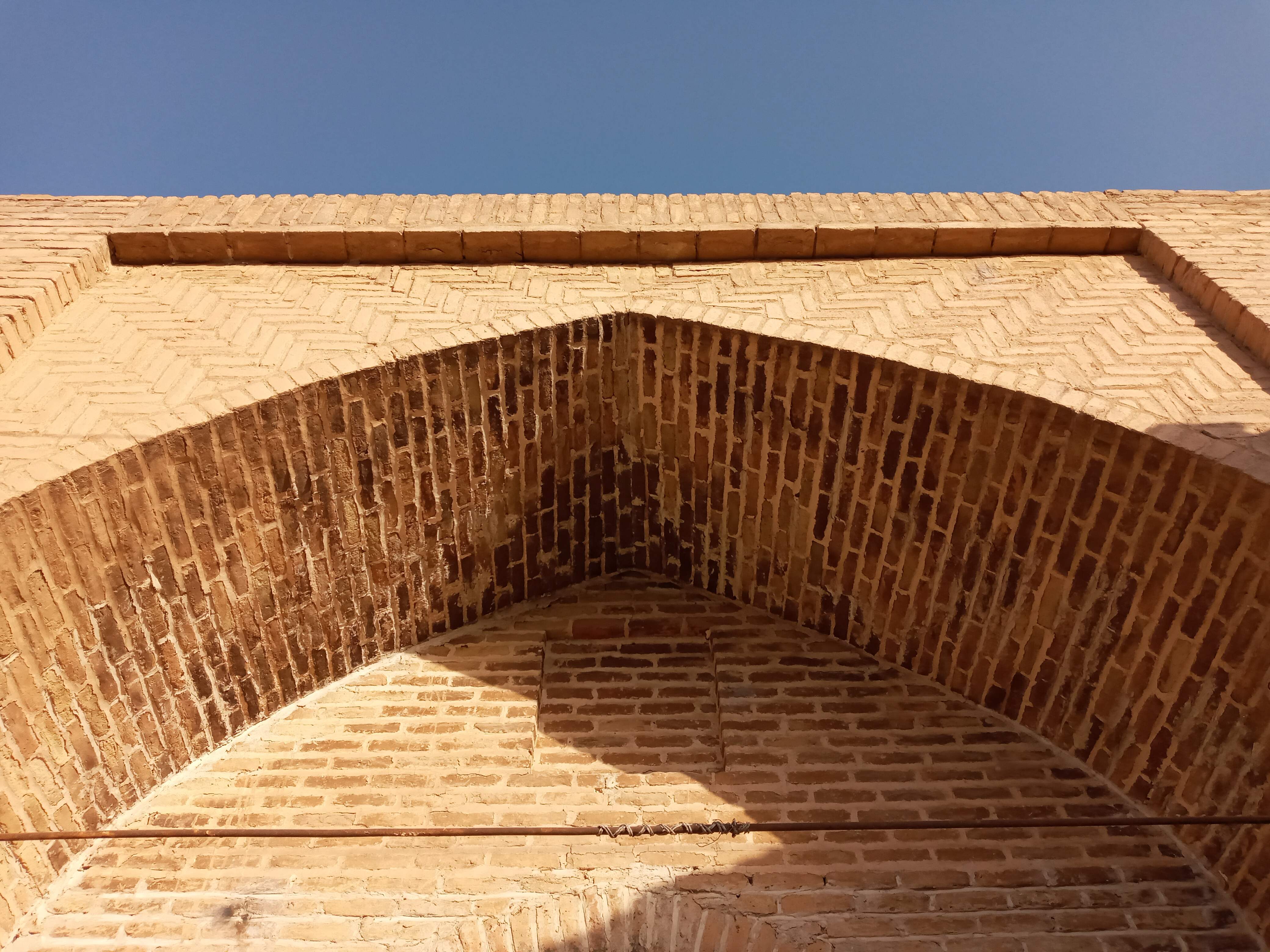
نمایی از آب‌انبار
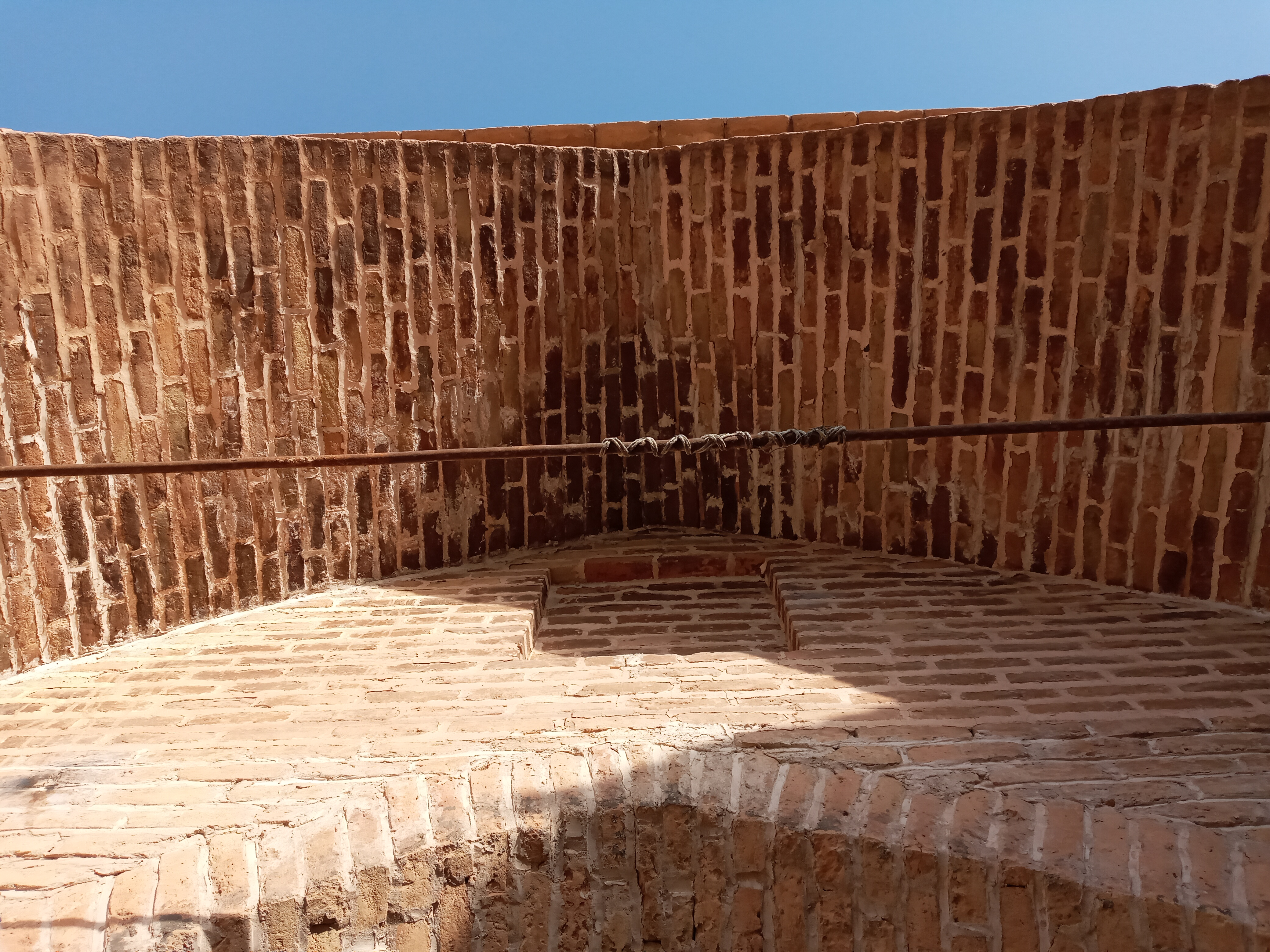
نمایی از آب‌انبار
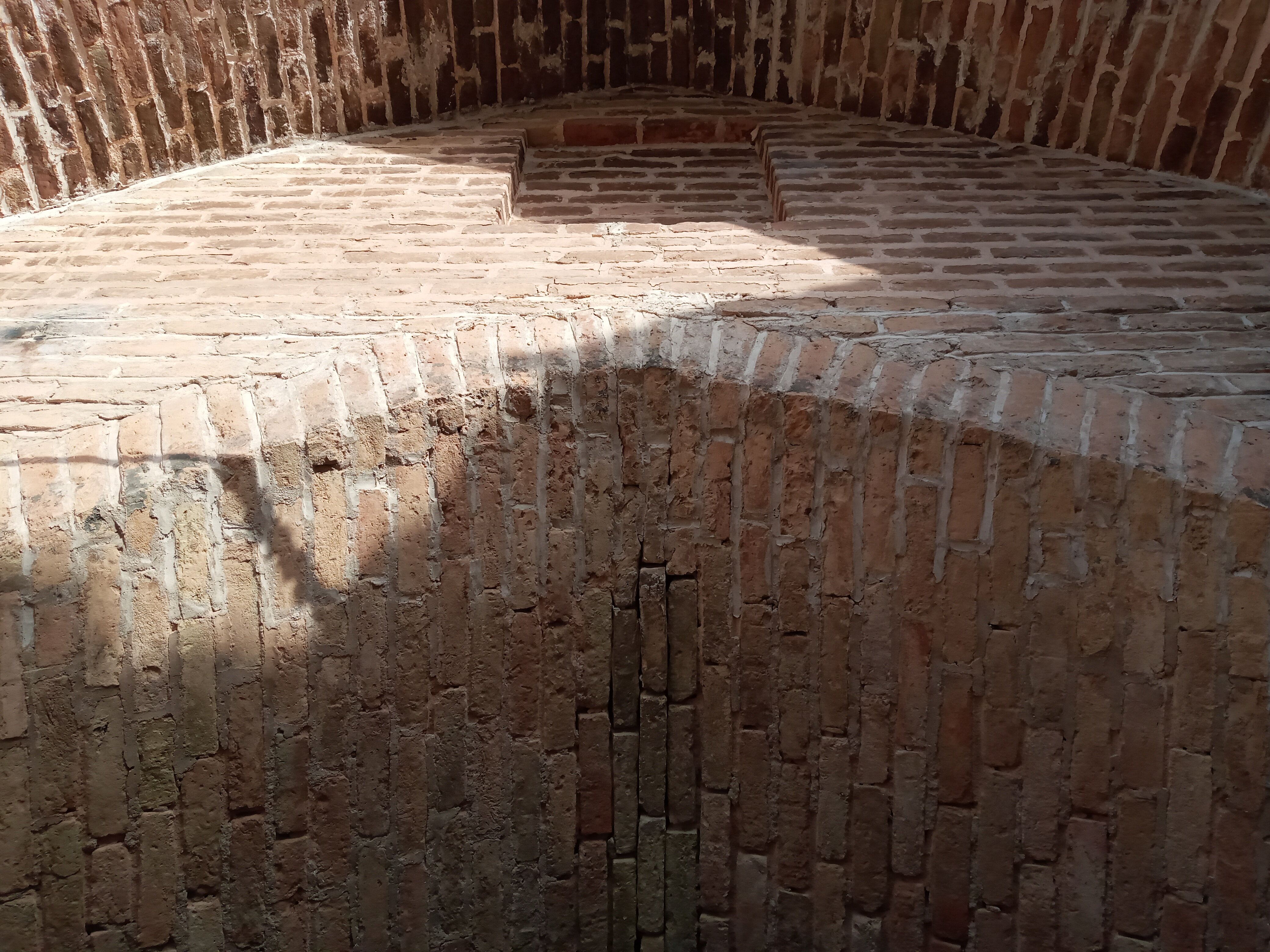
نمایی از آب‌انبار
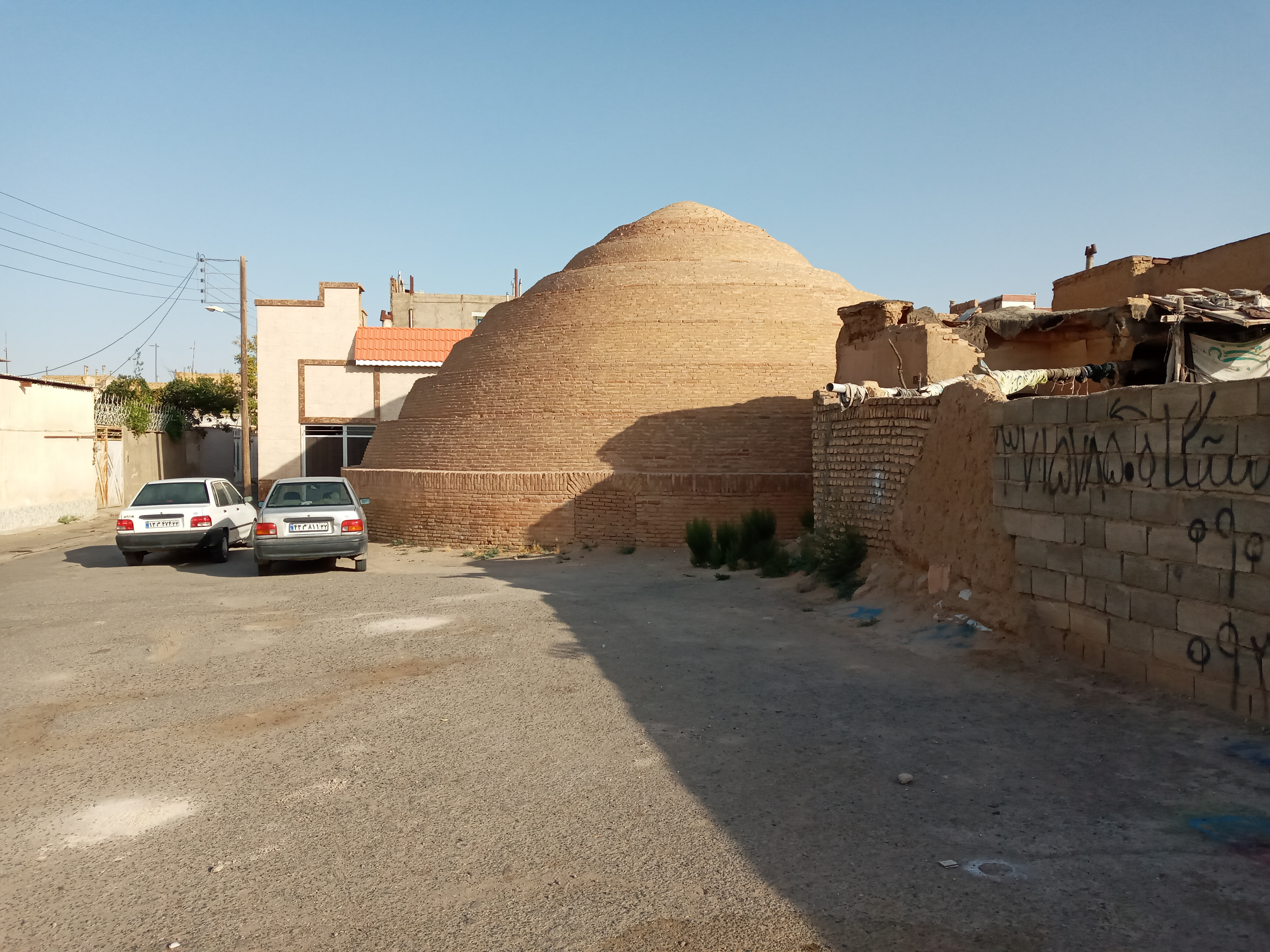
نمایی از آب‌انبار
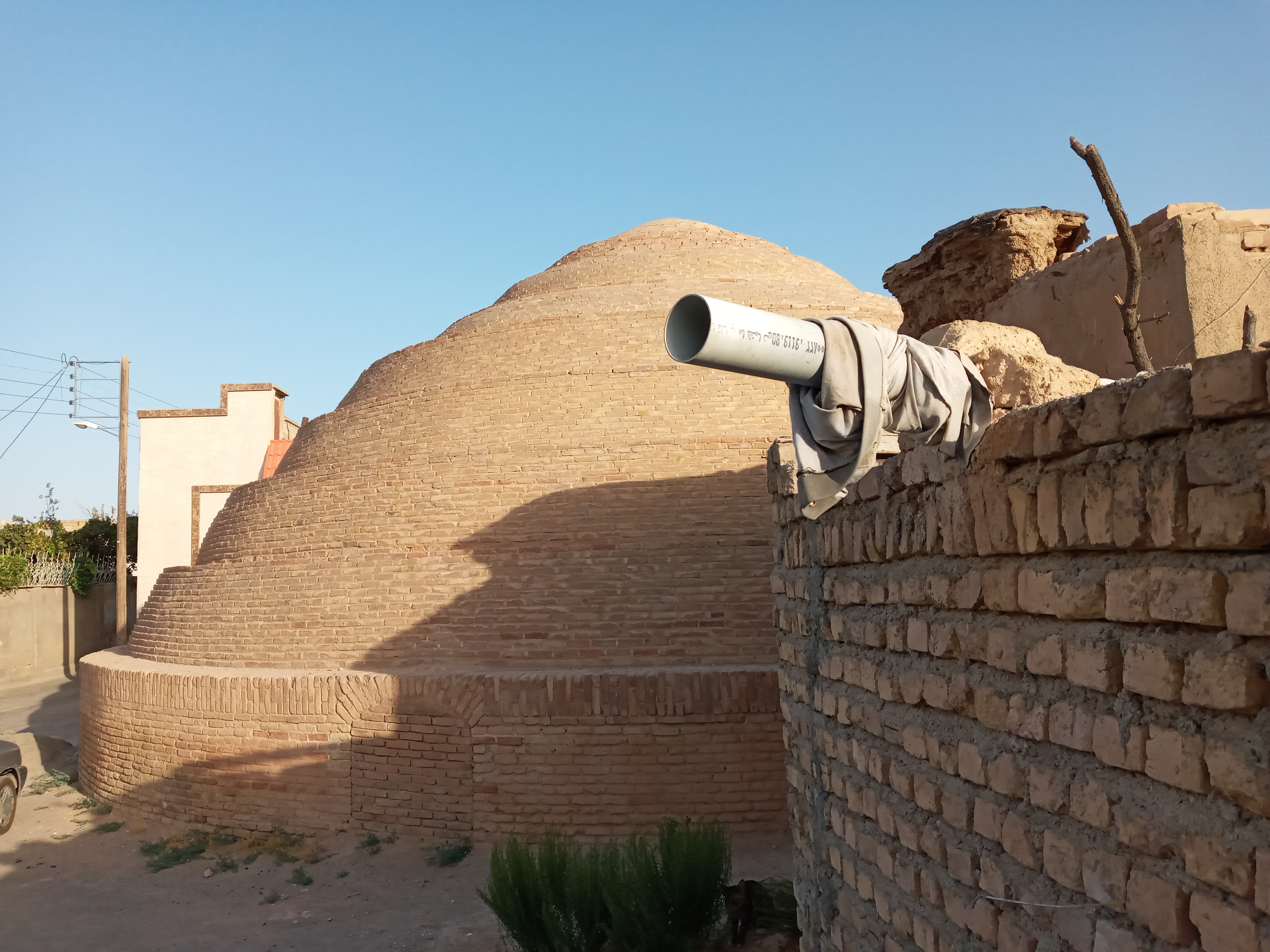
نمایی از آب‌انبار
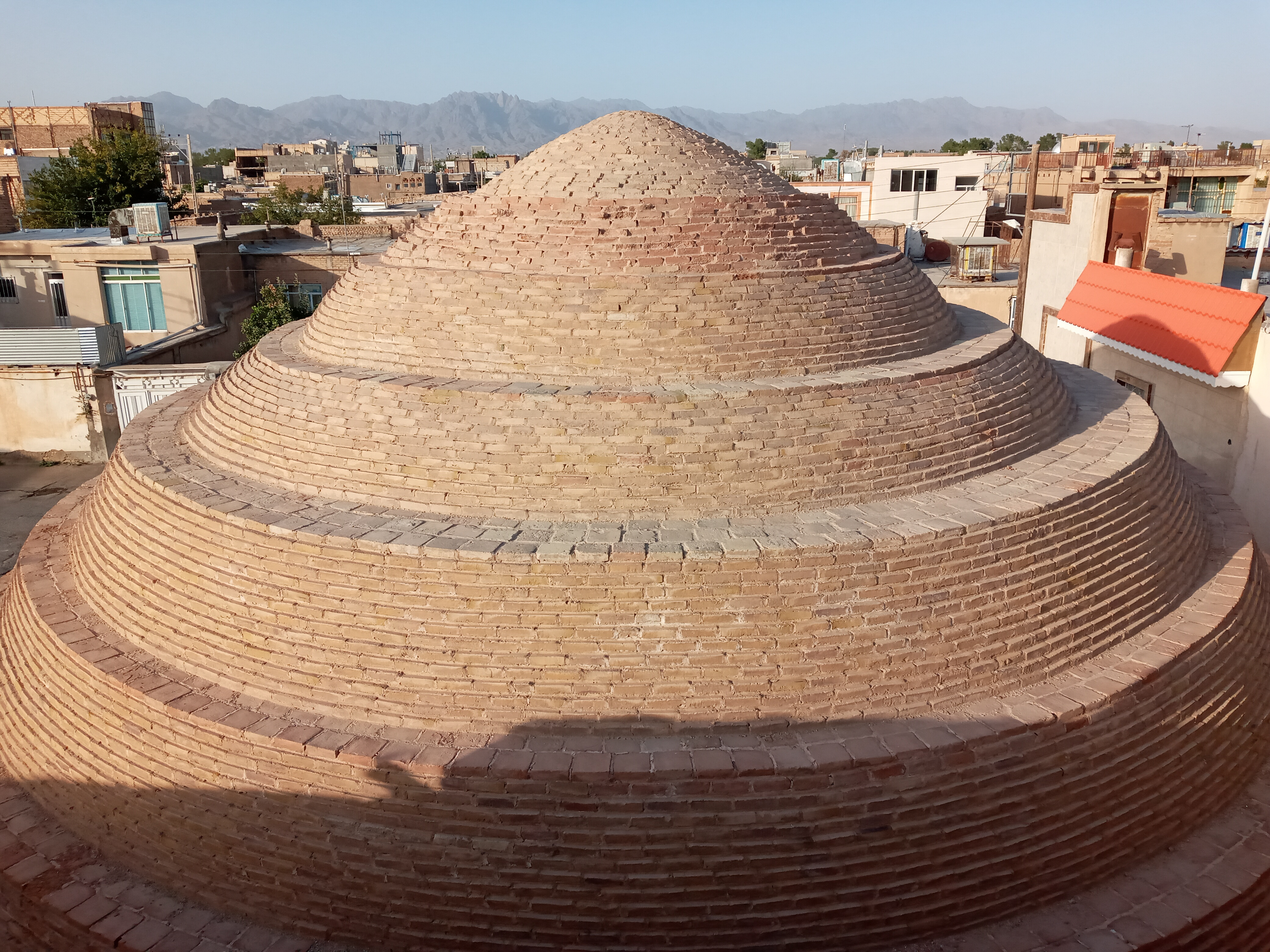
نمایی از آب‌انبار
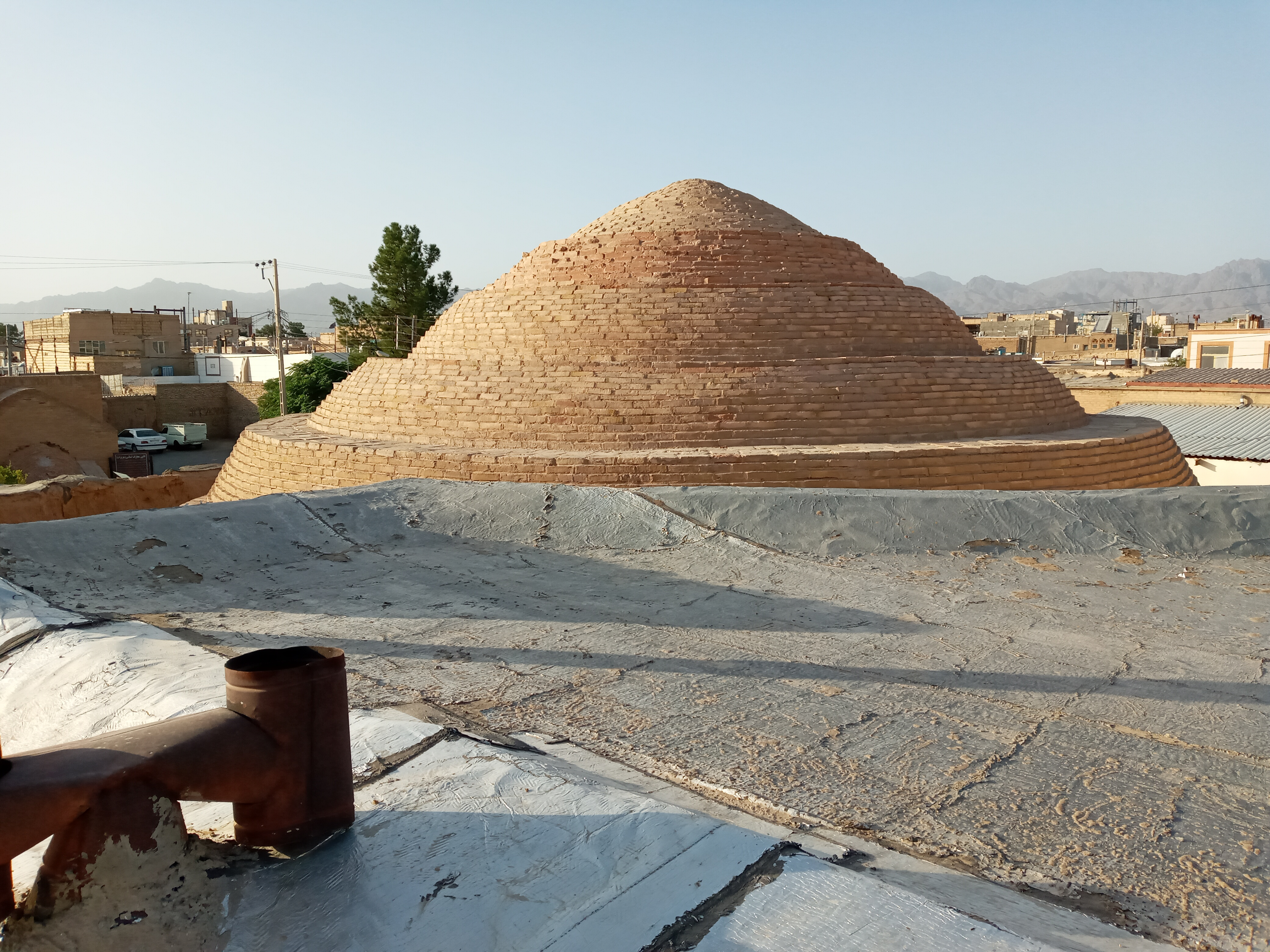
نمایی از آب‌انبار